# Valentin (gnostic)
Valentin (c. 100 - 180 d. Hr.) a fost un teolog gnostic din creștinătatea timpurie. Nu există informații certe despre data sau locul nașterii sale, însă se presupune că s-a născut în jurul Cartaginei, în anul 100 sau cu puțin înainte de acesta. De asemenea, conform scrierilor lui Tertulian, Valentin ar fi fost apostat aproape de anul 175, dar nu există dovezi definitive în acest sens.

## Biografie
Născut în provincia Africa a Imperiului Roman, Valentin a predat în Alexandria până în 135, apoi s-a mutat la Roma, unde și-a continuat activitatea până în 160.  Tertulian relatează că Valentin a candidat pentru funcția de episcop al Romei, însă nu a fost ales.

## Gnoza valentiniană

### Cosmologie

#### Structura inițială
Valentin configurează o viziune genealogică a începuturilor lumii. La baza lucrurilor stă un principiu masculin unitar, increat, nemuritor și incognoscibil, numit Tată sau Abis, care necesită o entitate feminină spre care să își manifeste iubirea, în acest caz Tăcerea (Sige). Din împreunarea celor doi rezultă Intelectul (Nous) și Adevărul (Aletheia). Abisul, Tăcerea, Intelectul și Adevărul formează prima Tetradă. Ulterior, din Intelect și Adevăr se nasc Cuvântul (Logos) și Viața, iar din aceștia din urmă purced Omul și Biserica. Prin urmare, se formează Ogdoada. Din Cuvânt și Viață continuă să se nască zece Eoni, care compun Decada, iar din Om și Biserică doisprezece, adică Dodecada. Ogdoadei, Decadei și Dodecadei i se alătură Pleromul, articulat în treizeci de ființe divine.

#### Momentul dorinței de transgresiune
Ultimii doi membri ai Dodecadei sunt Voința (Theletos) și Înțelepciunea (Sophia). Înțelepciunea nutrește o curiozitate morbidă de a cunoaște misterele Abisului, sarcină delegată exclusiv Intelectului, însă este oprită de la cădere de limitele Pleromului. Arhitectonica sistemului valentinian formulează, astfel, o alternativă la episodul căderii adamice. Totuși, din cauza acestei dorințe, Înțelepciunea naște o fiică ilegitimă, Plăcerea (Hachamoth), care nu are tată și nici o alcătuire definită, fiind o materie fără formă. Plăcerea, căreia îi lipsește încadrarea în sistemul genealogic al începuturilor, este, firește, renegată din Plerom. Totodată, pentru a închide cercul familial și a preveni repetarea incidentului, Intelectul și Adevărul nasc ultima pereche de Eoni, pe Hristos, mascul, și pe Duhul Sfânt, femelă. Rolul acestora este unul protectiv și educativ, orientând ceilalți Eoni din Plerom să respecte poziția superioară a Abisului și să îl îndrăgească fără a dori să-i ia locul.